# BK Inter Bratislava
El BK Inter Incheba Bratislava es un equipo de baloncesto eslovaco con sede en la ciudad de Bratislava, que compite en la SBL, la máxima competición de su país y en la tercera competición europea, la FIBA European Cup. Disputa sus partidos en el Hant Aréna, con capacidad para 3500 espectadores.

## Posiciones en liga
| Temporada | Nivel | Liga      | Pos. | Copa Eslovaca | Competiciones europeas | Competiciones europeas | Competiciones europeas |
| --------- | ----- | --------- | ---- | ------------- | ---------------------- | ---------------------- | ---------------------- |
| 2013–14   | 1     | Extraliga | 1º   | Semifinales   |                        |                        |                        |
| 2014–15   | 1     | Extraliga | 3º   | Campeón       |                        |                        |                        |
| 2015–16   | 1     | Extraliga | 3º   | Campeón       | 3 FIBA Europe Cup      | RS                     | 1–5                    |
| 2016–17   | 1     | Extraliga | 1º   | Finalista     |                        |                        |                        |
| 2017–18   | 1     | Extraliga | 3º   | Finalista     |                        |                        |                        |

## Nombres
- 1962–1991: BK Inter Slovnaft
- 1991–2004: BK AŠK Inter Slovnaft
- 2004–2009: BK Inter Bratislava
- 2009–2013: BK Inter Bratislava o.z
- 2013–: BK Inter Incheba Bratislava

## BK Inter Bratislava en competiciones europeas
Copa Korać 1977-78
| 1ª Ronda       | Şeker             | BK Inter Slovnaft | 86-70   | 106-77 |  |
| Fase de grupos | BK Inter Slovnaft | Scavolini Pesaro  | 111-92  | 95-83  |  |
| Fase de grupos | BK Inter Slovnaft | Bosna Sarajevo    | 100-115 | 96-84  |  |
| Fase de grupos | BK Inter Slovnaft | Berck             | 92-95   | 93-88  |  |

Copa Korać 1978-79
| 2ª Ronda       | ŁKS Łódź          | BK Inter Slovnaft | 83-98 | 98-77 |  |
| Fase de grupos | Arrigoni Rieti    | BK Inter Slovnaft | 85-69 | 80-86 |  |
| Fase de grupos | ÉB Pau-Orthez     | BK Inter Slovnaft | 84-75 | 89-73 |  |
| Fase de grupos | BK Inter Slovnaft | Cibona Zagreb     | 83-68 | 78-79 |  |

Copa de Europa de baloncesto 1979-80
| Fase de grupos | BK Inter Slovnaft | Sinudyne Bologna  | 91-109 | 81-71  |
| Fase de grupos | Sparta Bertrange  | BK Inter Slovnaft | 77-94  | 118-77 |

Copa de Europa de baloncesto 1980-81
| Fase de grupos | BK Inter Slovnaft | Murray Edinburgh  | 80-76 | 75-63  |
| Fase de grupos | Hageby B.K        | BK Inter Slovnaft | 85-86 | 103-87 |
| Fase de grupos | BK Inter Slovnaft | Nashua EBBC       | 79-86 | 115-93 |

Recopa de Europa de baloncesto 1981-82
| 2ª Ronda       | BK Inter Slovnaft | Hellas Gent       | 108-72 | 82-77  |  |
| Fase de grupos | BK Inter Slovnaft | Real Madrid       | 86-111 | 110-89 |  |
| Fase de grupos | BK Inter Slovnaft | Parker Leiden     | 83-96  | 86-83  |  |
| Fase de grupos | Stroitel          | BK Inter Slovnaft | 104-80 | 96-88  |  |

Recopa de Europa de baloncesto 1982-83
| 2ª Ronda       | BK Klosterneuburg | BK Inter Slovnaft | 74-64  | 111-83 |  |
| Fase de grupos | ZZI Olimpija      | BK Inter Slovnaft | 97-90  | 101-95 |  |
| Fase de grupos | BK Inter Slovnaft | Soproni MAFC      | 102-68 | 92-80  |  |
| Fase de grupos | BK Inter Slovnaft | ASVEL             | 87-103 | 110-84 |  |

Copa de Europa de baloncesto 1983-84
| 1ª Ronda | B.C. Partizani Tirana | BK Inter Slovnaft | 89-80 | 83-91 |  |

Copa Korać 1987-88
| 1ª Ronda | BK Inter Slovnaft | Olympia Nicosia | 153-58 | 54-118 |  |
| 2ª Ronda | BK Inter Slovnaft | Hapoel Tel Aviv | 86-111 | 99-77  |  |

Copa Korać 1988-89
| 1ª Ronda | Allibert Livorno  | BK Inter Slovnaft | 74-75 | 86-81  |  |
| 2ª Ronda | BK Inter Slovnaft | Hapoel Tel Aviv   | 80-91 | 104-92 |  |

Copa Korać 1989-90
| 1ª Ronda | BK Inter Slovnaft | Værløse Basket | 100-62 | 71-80 |  |
| 2ª Ronda | BK Inter Slovnaft | SKA Alma-Ata   | 103-86 | 78-75 |  |

Copa Korać 1990-91
| 1ª Ronda | Citroën Klagenfurt | BK Inter Slovnaft | 69-59 | 82-84 |  |

Copa Korać 1993-94
| 1ª Ronda | BK AŠK Inter Slovnaft | KK Zrinjevac | 75-88 | 88-90 |  |

Copa de Europa de la FIBA 1995-96
| 1ª Ronda | BK AŠK Inter Slovnaft | UBC Stahlbau Oberwart | 88-68 | 78-70 |  |
| 2ª Ronda | BK AŠK Inter Slovnaft | Galatasaray           | 76-76 | 63-64 |  |
| 3ª Ronda | BK AŠK Inter Slovnaft | Nobiles Włocławek     | 87-76 | 80-59 |  |

Eurocopa de la FIBA 1996-97
| Fase de grupos | TDK Manresa           | BK AŠK Inter Slovnaft | 82-63  | 78-95 |
| Fase de grupos | Torpan Pojat          | BK AŠK Inter Slovnaft | 75-60  | 91-95 |
| Fase de grupos | BK AŠK Inter Slovnaft | BC Avtodor Saratov    | 78-91  | 94-66 |
| Fase de grupos | BK AŠK Inter Slovnaft | KK BFC Beočin         | 59-76  | 86-77 |
| Fase de grupos | BC Donetsk            | BK AŠK Inter Slovnaft | 106-90 | 93-90 |

Copa Korać 1998-99
| 1ª Ronda       | BBC Résidence | BK AŠK Inter Slovnaft | 54-83 | 108-39 |  |
| Fase de grupos | KK Radnički   | BK AŠK Inter Slovnaft | 80-52 | 83-85  |  |
| Fase de grupos | Galatasaray   | BK AŠK Inter Slovnaft | 71-33 | 67-62  |  |

Copa Korać 1999-00
| 1ª Ronda       | Rogla Atras           | BK AŠK Inter Slovnaft    | 58-70 | 87-64 |  |
| Fase de grupos | Beşiktaş              | BK AŠK Inter Slovnaft    | 62-52 | 74-76 |  |
| Fase de grupos | Hapoel Galil Elyon    | BK AŠK Inter Slovnaft    | 86-71 | 78-87 |  |
| Fase de grupos | BK AŠK Inter Slovnaft | Aeroporti di Roma Virtus | 64-83 | 80-68 |  |

Copa Europea de la FIBA 2015-16
| Fase de grupos | Royal Hali Gaziantep        | BK Inter Incheba Bratislava | 89-72  | 62-79  |
| Fase de grupos | BK Inter Incheba Bratislava | WKS Śląsk Wrocław           | 96-81  | 80-75  |
| Fase de grupos | KK Šiauliai                 | BK Inter Incheba Bratislava | 116-80 | 85-100 |

## Palmarés
- Campeón Czechoslovak Championship - 1979, 1980, 1983, 1985
- Campeón Slovakian Extraliga - 1996, 2013, 2014
- Campeón Copa Eslovaca - 1996, 2003, 2015, 2016, 2025

## Jugadores destacados
| - Stjepan Gavran - Dragan Ristanovic - Petar Babic - Mario Bratić - Nenad Delić - Ognjen Petrović - Dominik Stefanac - Petr Czudek - Ondřej Starosta - Juraj Zeman - Marek Andruska - A. Blaha - P. Bojanovský - G. Herrmann - D. Jakabovič - K. Klementis - M. Kotleba - S. Kropilák | - B. Mašura - P. Mičuda - V. Padrta - Richard Petruška - Martin Rančík - Radoslav Rančík - P. Rajniak - M. Rehák - Justin Sedlak - Peter Sedmak - R. Stanček - J. Žuffa - Morakinyo Williams - György Kinter - Jerome Gumbs - Jānis āzacis - Romas Brazdauskas - Gvidonas Markevičius | - Robert Skibniewski - Samo Udrih - Bogoljub Devrnja - Dejan Stojanović - Mitar Trivunovic - Dwight Brewington - Kevin Bridgewaters - Stephen Cramer - Jerice Crouch - Jordan Dykstra - Justin Graham - Jenar Harrison - Frank Holmes - Clarence Jackson - David Kyles - Paul Nelson - Hamidu Rahman - Keyron Sheard | - Alando Tucker - Justin Ward - Jerrenda Wheeler - Derek Williams - Otto Maticky - Kwbana Beckles - Konrad Tota - Goran Petrovic - Vladimir Kuznetsov - Olumuyiwa Famutimi - Nenad Milosevic - Mihajlo Pesic - David Toya - Andrej Lukjanec - Marlon Garnett - John Griffin - Emanuel Ubilla |